# Joseph Terelya
Joseph Terelya (Kelechyn, Ucrania; 27 de octubre de 1943-Toronto, Canadá; 2009) fue un místico ucraniano, pintor, escritor, disidente greco-católico, vidente de Ucrania occidental que vio a la Virgen de Grushew 7 veces, profeta transmisor de los mensajes de la virgen, prisionero de conciencia, y emigrante y refugiado político de la antigua URSS, que vivió en Toronto Canadá sus últimos años. También conocido como Josyp Terelya.

## Biografía

### Primeros años
A los 14 años Josyp, ya realizaba trabajos de evangelización en su tierra, promoviendo la devoción al Sagrado Corazón de Jesús. A sus 15 años ya conocía su fe y estaba listo para predicarla por lo que pronto se convirtió en líder por sus compañeros. En 1960, ya reunía a mil jóvenes para adorar a Eucaristía, organizaba debates y seminarios en secreto en graneros y casas privadas en la clandestinidad, ya que estaba prohibido la libertad de culto religioso, por la persecución religiosa por las autoridades rusas.
A los 19 años fue reclutado por el ejército soviético, pero él asistió con Biblia, por lo que pronto fue arrestado y enviado a prisión por 4 años, mismos que se fueron extendiendo hasta 15 años, bajo tortura. Pasó 23 años en prisiones tanto en Gulag, como en hospitales psiquiátricos soviéticos (9 de ellos en régimen de aislamiento) por ser un activista del movimiento católico ucraniano de derechos humanos. Durante este tiempo, logró escapar nueve veces de prisiones y colonias de alta seguridad tras explicaciones solo de manera mística.
El 12 de febrero de 1970 tuvo su primera visión y contacto con la Virgen. Ese mismo día pro de 1972, fue encerrado por los soviéticos, y puesto en una celda preparada para que muriera por congelamiento, en la prisión de Vladimir en el cuerpo especial dos al norte de Moscú. Ahí se le apareció la virgen quien a punto de morir y con los ojos cerrados, la virgen le tocó su frente y ojos y escuchó una voz que le dijo: “Me llamaste y he venido a ti”.
Yosyp Terelya fue una persona que luchó por la libertad religiosa, la libre práctica de culto y ritos, la liberación de los condenados por la fe, uno de los métodos de su lucha fue la creación de un comité para la protección de la Iglesia greco-católica ucraniana.
Ver también: diócesis greco-católica de Mukachevo
Ver también: Iglesia greco-católica ucraniana

### Lucha por la libertad religiosa
El Papa Juan Pablo II, mantuvo treinta y seis audiencias con el profeta ucraniano, quien lo consultó sobre el futuro. A principios de los años ´80´s, algunos sacerdotes y jóvenes laicos interesados se esforzaron por difundir en el extranjero información sobre la dramática situación de los católicos griegos y sus acciones en favor de la Iglesia. 
En septiembre de 1982, Yosyp Terelya organizó un Comité para la Protección de la Iglesia católica ucraniana ("Grupo de Iniciativa para la Protección de los derechos de los creyentes y de la Iglesia"), cuyo objetivo era lograr su legalización. 
Vivió y trabajó durante muchos años en el pueblo de Dovge, región de Transcarpacia. 
Como respuesta a esto el régimen comenzó a arrestar a los miembros activos, entre los ucranianos de Halychyna y Transcarpatia aunque la devoción a su iglesia no perdió fuerza.
Después del arresto de Terelya y su condena a un año de prisión en diciembre de 1982, el liderazgo pasó a manos de Vasyl Kobrin, quien a su vez fue condenado a tres años de trabajos forzados en noviembre de 1984. Desde principios de 1984, el Grupo comenzó a distribuir irregularmente el boletín "Crónica de la Iglesia católica en Ucrania", elaborado principalmente por Yosyp Terelya.
Una de las razones de la aparición del boletín, además de la atmósfera negativa que rodeaba al movimiento para la legalización de la Iglesia greco-católica ucraniana, fue la sensación de una crisis cada vez más profunda de la Iglesia en la clandestinidad. La fuente de esta crisis fue el envejecimiento y extinción de los sacerdotes que fueron formados en condiciones "normales" (antes de la destrucción de la Iglesia), y no pudieron ser reemplazados por el mismo número de sacerdotes jóvenes bien formados. Otra razón fue que durante casi 40 años llegaron cada vez más "cripto-católicos" que visitaban las iglesias ortodoxas. Entre ellos trabajó una nueva generación de sacerdotes ortodoxos, que no fueron educados en la tradición greco-católica y que gradualmente se alejaron de la Iglesia greco-católica ucraniana y no pudieron regresar a ella hasta que estuvo clandestina y no fue reconocida por el régimen.
Los días 19 y 20 de agosto de 1985 se celebró el juicio contra Yosyp Terelei, acusado en virtud del art. 62 del Código Penal de la República Socialista Soviética de Ucrania. Fue acusado de compilar y editar ocho números de las "Crónicas de la Iglesia católica ucraniana", escribir una carta a Hans Major, el jefe del comité de católicos alemanes, distribuir literatura teológica, declaraciones religiosas orales, etc. J. Terelya fue condenado a 7 años de prisión.

### Últimos Años
Desde 1988, Terelya se mudó y vivía en Toronto (Canadá) con su esposa Olena Umanets y tres hijos. Publicó el libro de memorias y reflexiones "Testigo" en inglés, publicó una revista religiosa.
J. Terel murió en una emigración forzada en Canadá el 16 de marzo de 2009 y, a principios de julio, su cuerpo fue transportado a Ucrania y, tras un funeral en la iglesia de Mykhailo Nizhnyi Bolotny (distrito de Irshava, región de Transcarpacia), entregado a su tierra natal. El transporte y el entierro de los difuntos fueron organizados por fieles amigos del lado canadiense: el obispo emérito Danylyak y el señor Yuriy Moskal, el padre Petro Kobal aceptó el relevo en su tierra natal. Él, junto con su familia, organizó una cena conmemorativa, durante la cual se interpretaron muchas canciones espirituales ucranianas en una maravillosa actuación de los esposos Iryna y Andrii, empleados de la "Radio María" canadiense. El Sr. Vasyl Kobrin de Bibrka, región de Lviv, habló ante la tumba de Terelya, recordando su sufrimiento en cautiverio y su trabajo en el clandestino "Comité para la Protección de la UGCC".
Durante los años de la independencia de Ucrania, nunca se le concedió el derecho a llamarse ciudadano y vino aquí sólo como invitado o turista.

## Su obra

### Pinturas
Pintó el "Rostro Celestial de María"® impreso, beatífico y perfeccionado en nuestra señora mediatriz de todas las gracias Icono conocido como "El ícono Milagroso® usando el "Rostro Terrenal de María" que San Lucas pintó en su Icono. 

### Libros
Escribió libros:
- El testigo (1991) (Autobiografía con Michael Brown)
- "Reino del Espíritu" (1994)
- "La aparición del Señor..." (2002) [ Archivado el 12 de mayo de 2014 en Wayback Machine .]
- y otra.

Sobre él se escribió el libro de Michael Brown "La trompeta de Gabriel". 

## Las Profecías recibidas
"A principios del siglo XXI habrá una guerra terrible . Me mostraron un mapa de Rusia en un círculo de llamas. Ardían focos de calor en el Cáucaso, en Asia Central, en los países bálticos y en todo el Lejano Oriente, donde China se convirtió en el adversario de Rusia..." [ 
Una vez en la celda de la prisión, parecida a un congelador, donde lo arrojaron, lo desnudaron, se le apareció la Madre de Dios y comenzó a profetizar. Habló de una terrible guerra que se avecinaba a principios del siglo XXI y mostró un mapa de Rusia en un círculo continuo de destellos de fuego. Ella predijo que el enemigo sería China y que el futuro líder de Rusia llamado Volodymyr comenzaría una guerra con Israel. Pero después de estos cataclismos que se avecinan, Terelya (como María Esperanza) predice un renacimiento espiritual y una "edad de oro".